# Асєєв Микола Миколайович
Мико́ла Микола́йович Асє́єв (рос. Николай Николаевич Асеев; * 28 червня (10 липня) 1889, Льгов, нині Курської області Росії — † 16 липня 1963, Москва) — радянський поет, представник футуризму. Водночас із Велимиром Хлєбниковим був Головою земної кулі. Чоловік Оксани Синякової (1892—1985) — однієї з п'яти близьких до авангарду харківських «муз футуризму» сестер Синякових, найвідоміша з яких художниця Марія Синякова-Уречина.

## Біографія
Навчався в Московському та Харківському університетах (закінчив 1913 року). Друкувався з 1909 року. Деякий час був близький до футуристів. Найкращі твори 1920-х років — поеми «Двадцять шість», «Семен Проскаков» про героїв війни, історико-революційні вірші «Сині гусари», «Чернишевський» та ін. Значний вплив на розвиток творчості Асєєва мав Володимир Маяковський, якому Асєєв присвятив поему «Маяковський починається» (1934; Сталінська премія, 1941).
Автор популярних пісень («Марш Будьонного», 1922, та ін.). Написав «Поему про Гоголя» (1952—1953). Соціалістичне будівництво в Україні відтворене у віршах «Нова Україна», 1927; «Дніпро», 1928; «Дніпробуд», 1931; «Україні», 1954.
Асєєв — перекладач поем Тараса Шевченка, поезій Павла Тичини. Автор кількох статей про творчість Тичини.

## Твори
- Избранные произведения в двух томах. — Москва, і953. (рос.)
- Памяти лет. — Москва, 1956. (рос.)

## Українські переклади
- Російська радянська поезія. — К., 1950.
- Мій Тичина // Дніпро. — 1956. № 2.

## Пам'ять
На його честь названі вулиці в Москві та Курську. Його ім'ям названа Курська обласна наукова бібліотека.

## Відзнаки і нагороди
Сталінська премія, 1941.